# Стадіон «Опоровська»
Стадіон «Опоровська» або «Стадіон на вулиці Опоровській» (пол. «Stadion przy ul. Oporowskiej») — футбольний стадіон у місті Вроцлаві, Польща, одна з домашніх арен ФК «Шльонськ».
Стадіон відкритий 1926 року. За проектом, арена була олімпійського типу і тут проводилися переважно змагання з легкої атлетики. У 1932 році встановлена потужність арени 15 000 глядачів.
Після заснування в 1946 році «Шльонська», клуб розпочав приймати тут домашні матчі. 1983 року арену розширено до 27 000 місць. Протягом 1990-х та на початку 2000-х років на стадіоні проведено роботи з його модернізації.
У 2011 році здійснено капітальну реконструкцію арени, в результаті чого її було приведено до вимог УЄФА. Над однією з трибун встановлено дах, а потужність зменшено до 8 346 глядачів. Однак того ж року домашньою ареною основної команди «Шльонська» став Міський стадіон. На «Опоровській» команда проводить окремі матчі.